# Christoph Daniel Prätorius
Christoph Daniel Prätorius (* 26. Februar 1733 in Coburg; † 16. Oktober 1810 in ebenda) war ein deutscher Jurist und Pädagoge.

## Leben
Christoph Daniel Prätorius war der Sohn von Johann Christoph Prätorius († 1753), Waisenhaus-Subinspektor, und dessen Ehefrau Anna Barbara, geb. Berold. Sein Bruder war der Philologe Theodor Prätorius (1737–1779).
Er erhielt seinen ersten Schulunterricht an der Ratsschule in Coburg und besuchte anschließend das akademische Gymnasium Casimirianum Coburg, seine dortigen Lehrer waren Erhard Andreas Frommann, Christoph Joseph Sucro (1718–1756), Johann Friedrich Gruner, Kessel, Bonifacius Heinrich Ehrenberger (1681–1759) und Theodor Berger.
Im Frühjahr 1758 immatrikulierte er sich an der Universität Leipzig und studierte Rechtswissenschaften und hörte hierzu Vorlesungen bei Johann Gottlob Böhme und Christian Fürchtegott Gellert, die ihn besonders förderten, sowie bei August Friedrich Müller (Philosophie), Johann August Ernesti (Humanismus), in den theoretischen und praktischen Rechtswissenschaften bei Vater und Sohn Ferdinand August Hommel und Karl Ferdinand Hommel, Christian Heinrich Breuning, Johann Gottfried Bauer, Johann Tobias Richter (1715–1780), Thomasius, Friedrich Gottlieb Zoller und Johann Gottfried Sammet (1719–1796). 
Auf Empfehlung der Professoren Böhme und Gellert wurde er 1761 Hofmeister der beiden Prinzen Wilhelm und Peter Friedrich Ludwig des Herzog Georg Ludwig von Schleswig-Holstein-Gottorf, der sich zu diesem Zeitpunkt in Leipzig aufhielt. Er begleitete die Familie nach Coswig, die sich dort drei Monate im fürstlichen Schloss aufhielt und dann weiter nach Königsberg in Preußen reiste, dort blieb er bis Anfang 1762 und machte die Bekanntschaft mit verschiedenen preußischen Generälen, die vorher in russischer Kriegsgefangenschaft waren. Nachdem am 5. Januar 1762 die Kaiserin Elisabeth von Russland verstorben war, reiste die Familie nach St. Petersburg weiter, um an den Trauerfeierlichkeiten teilzunehmen. In St. Petersburg machte er unter anderem die Bekanntschaft mit dem ursprünglich nach Sibirien verbannten Burkhard Christoph von Münnich, der nach einer Generalamnestie nach St. Petersburg zurückgeholt und als Generalfeldmarschall eingesetzt worden war.
Gemeinsam mit der Familie begleitete er deren Onkel, Kaiser Peter III. zum Schloss Oranienbaum und beobachtete dessen Festnahme am 28. Juni 1762, als führende Offiziere rebellierten; hierbei wurde auch der Herzog kurzzeitig festgesetzt. Er reiste mit der herzoglichen Familie noch für einige Zeit nach St. Petersburg, bevor diese die Rückreise nach Deutschland antraten. In Hamburg bat er um Urlaub, um seine eigenen Verwandten besuchen zu können und während dieser Abwesenheit erfuhr er vom Tod des Herzogs und der Herzogin, so dass er sich entschloss, um seine Entlassung zu bitten, die ihm auch gewährt wurde.
Nachdem er am 20. September 1763 seine Inauguraldissertation de origine principum eorumque successione in territor. imperii germa nici verteidigt hatte, erhielt er an der Universität Erlangen die juristische Doktorwürde und am 31. Oktober 1763 verteidigte er seine Dissertation de illustritutela praecipue principum in imperio germanico in einer öffentlichen Disputation, so dass er an der Universität nun juristische Vorlesungen halten konnte, dazu fertigte er in der Folgezeit auch noch für verschiedene reichsritterliche Familien Prozessschriften. Im darauffolgenden Jahr erhielt er die außerordentliche Professur der Rechte, wurde dann aber kurz darauf durch Herzog Ernst Friedrich von Sachsen-Coburg-Saalfeld als Lehrer in juristischen Studien des Erbprinzen Franz in Dienst genommen, hierzu kehrte er im Herbst 1764 nach Coburg zurück und wurde im gleichen Jahr am 13. Oktober zum herzoglichen Rat ernannt und war nicht nur der Instruktor des Prinzen, sondern auch seiner Geschwister. 
1766 wählte ihn der Coburger Stadtrat zum Stadtsyndikus. Im Spätherbst 1803 bat er um seine Versetzung in den Ruhestand, die ihm auch gewährt wurde. 
Im Herbst 1769 hatte er die älteste Tochter des Geheimrats Hofmann geheiratet; gemeinsam hatten sie mehrere Kinder, von denen zwei noch am Leben waren, als er verstarb. Seine Ehefrau verstarb im Frühjahr 1807. 

## Ehrungen
Am 13. Juli 1770 ernannte ihn der Herzog zum Hofrat.

## Schriften (Auswahl)
- De illustri tutela praecipue principum in imperio germanico – resp. Jo. Henr. Frid. Reinmann, Merz. Erlangen 1763.
- D. inaug. – quaestiones selectae de origine principum eorumque successione in territorium imperii germanici. Erlangen et Coburg. 1765.